# Pollino e Orsomarso
Pollino e Orsomarso este o arie protejată (arie de protecție specială avifaunistică — SPA) din Italia întinsă pe o suprafață de 94.145 ha, integral pe uscat.

## Localizare
Centrul sitului Pollino e Orsomarso este situat la coordonatele 39°48′11″N 16°07′09″E / 39.803052°N 16.119229°E.

## Înființare
Situl Pollino e Orsomarso a fost declarat arie de protecție specială avifaunistică în mai 2005 pentru a proteja 2 specii de plante și 45 de specii de animale.

## Biodiversitate
Situată în ecoregiunea mediteraneană, aria protejată conține 22 de habitate naturale: Păduri de fag din Apenini cu Abies alba și păduri de fag cu Abies nebrodensis, Galerii de Salix alba și de Populus alba, Lacuri eutrofice naturale cu vegetație de tip Magnopotamion sau Hydrocharition, Cursuri de apă de la nivel de câmpie la nivel montan, cu vegetație Ranunculion fluitantis și Callitricho-Batrachion, Păduri de Quercus ilex și Quercus rotundifolia, Păduri panonice-balcanice de stejar turcesc - stejar sesil, Matorral arborescenți cu Juniperus spp., Ape puternic oligomezotrofe cu vegetație bentonică cu Chara spp., Păduri aluvionare cu Alnus glutinosa și Fraxinus excelsior (Alno-Padion, Alnion incanae, Salicion albae), Pajiști uscate seminaturale și facies de acoperire cu tufișuri pe substraturi calcaroase (Festuco-Brometalia) (* situri importante pentru orhidee), Păduri de pin (sub-) mediteraneene cu pini negri endemici, Pseudostepă cu ierburi și specii anuale de Thero-Brachypodietea, Pante stâncoase calcaroase cu vegetație casmofită, Tufărișuri termo-mediteraneene și de pre-deșert, Izvoare petrifiante cu formare de travertin (Cratoneurion), Păduri de pin oro-mediteraneene de altitudine, Fânețe de joasă altitudine (Alopecurus pratensis, Sanguisorba officinalis), Matorral arborescenți cu Laurus nobilis, Păduri de stejar alb estice, Grohotișuri termofile și vest-mediteraneene, Păduri pe pante, grohotișuri și ravene de Tilio-Acerion, Râuri mediteraneene cu debit permanent cu specii de Paspalo-Agrostidion și galerii riverane de Salix și de Populus alba.
La baza desemnării sitului se află mai multe specii protejate:
- plante (2): Himantoglossum adriaticum, Stipa austroitalica
- păsări (28): potârnichea de stâncă (Alectoris graeca), acvilă de munte (Aquila chrysaetos), egretă mare (Ardea alba), buha (Bubo bubo), pasărea ogorului (Burhinus oedicnemus), caprimulg (Caprimulgus europaeus), barză albă (Ciconia ciconia), barză neagră (Ciconia nigra), șerpar (Circaetus gallicus), erete de stuf (Circus aeruginosus), erete vânăt (Circus cyaneus), ciocănitoare neagră (Dryocopus martius), Falco biarmicus, șoim călător (Falco peregrinus), vânturel de seară (Falco vespertinus), muscar-gulerat (Ficedula albicollis), cocor (Grus grus), acvilă pitică (Hieraaetus pennatus), sfrâncioc roșiatic (Lanius collurio), sfrâncioc cu cap roșu (Lanius senator), Leiopicus medius, ciocârlie de pădure (Lullula arborea), gaia neagră (Milvus migrans), gaia roșie (Milvus milvus), vultur egiptean (Neophron percnopterus), viespar (Pernis apivorus), Prunella collaris, mugurarul (Pyrrhula pyrrhula)
- amfibieni (1): Salamandrina terdigitata
- mamifere (10): liliac cârn (Barbastella barbastellus), lupul (Canis lupus), vidră de râu (Lutra lutra), liliac cu aripi lungi (Miniopterus schreibersii), liliac cu urechi de șoarece (Myotis blythii), liliac cărămiziu (Myotis emarginatus), liliac comun (Myotis myotis), liliacul mediteranean cu potcoavă (Rhinolophus euryale), liliacul mare cu potcoavă (Rhinolophus ferrumequinum), liliacul mic cu potcoavă (Rhinolophus hipposideros)
- nevertebrate (2): Cordulegaster trinacriae, Melanargia arge
- pești (2): Alburnus albidus, Rutilus rubilio
- reptile (2): șarpele cu patru dungi (Elaphe quatuorlineata), țestoasa de baltă (Emys orbicularis)

Pe lângă speciile protejate, pe teritoriul sitului au mai fost identificate 14 specii de plante, 6 specii de amfibieni, 14 specii de mamifere, 1 specie de pești, 4 specii de reptile.